# هدیلو
هدیلو، روستایی در دهستان انگوت شرقی بخش مرکزی شهرستان انگوت در استان اردبیل ایران است.

## ویژگی‌ها
روستای هدیلو در کنار رودخانه سامبور قرار گرفته و دارای طبیعت زیبایی می باشد مردم روستا به شغل کشاورزی و دامداری مشغول هستند و با توجه به فصلی بودن کار جوانان در اوایل فصل بهار و اواخر تابستان جهت کسب در امد به استان گیلان می روند و معمولاً در کارخانه چای سازی و یا برنج کوبی کار می کنند .مردم روستا دارای اعتقادات دینی بوده و مهربان و خونگرم می باشند . در عید نوروز و در فصل تابستان پذیرای میهمانان هستند که اکثراً از روستا به شهرهای دیگر کوچ کرده اند.روستای هدیلو از دو طایفه تشکیل شده طایفه شاهعلی بیگلو و طایفه قوجه بیگلو. مردم بیشتر با همدیگر فامیل نسبی و سببی می باشند.

## جمعیت
بر پایه سرشماری عمومی نفوس و مسکن در سال ۱۳۹۵، جمعیت این روستا برابر با ۲۴۷ نفر (۷۵ خانوار) بوده‌است.